# Радевич Ольга Іванівна
Ольга Іванівна Радевич (нар. 15 липня 1941) — українська радянська діячка, новатор виробництва, токар Хмельницького заводу «Трактородеталь» Хмельницької області. Депутат Верховної Ради УРСР 7-го скликання.

## Біографія
З 1958 року — токар механічної дільниці Хмельницького заводу «Трактородеталь» Хмельницької області. Систематично перевиконувала норми виробітку, впроваджувала у виробництво досягнення передового досвіду.
Закінчила вечірню середню школу. Обиралася заступником секретаря комсомольської організації механічної дільниці Хмельницького заводу «Трактородеталь».
Потім — на пенсії у місті Хмельницькому.